# Thunnus obesus

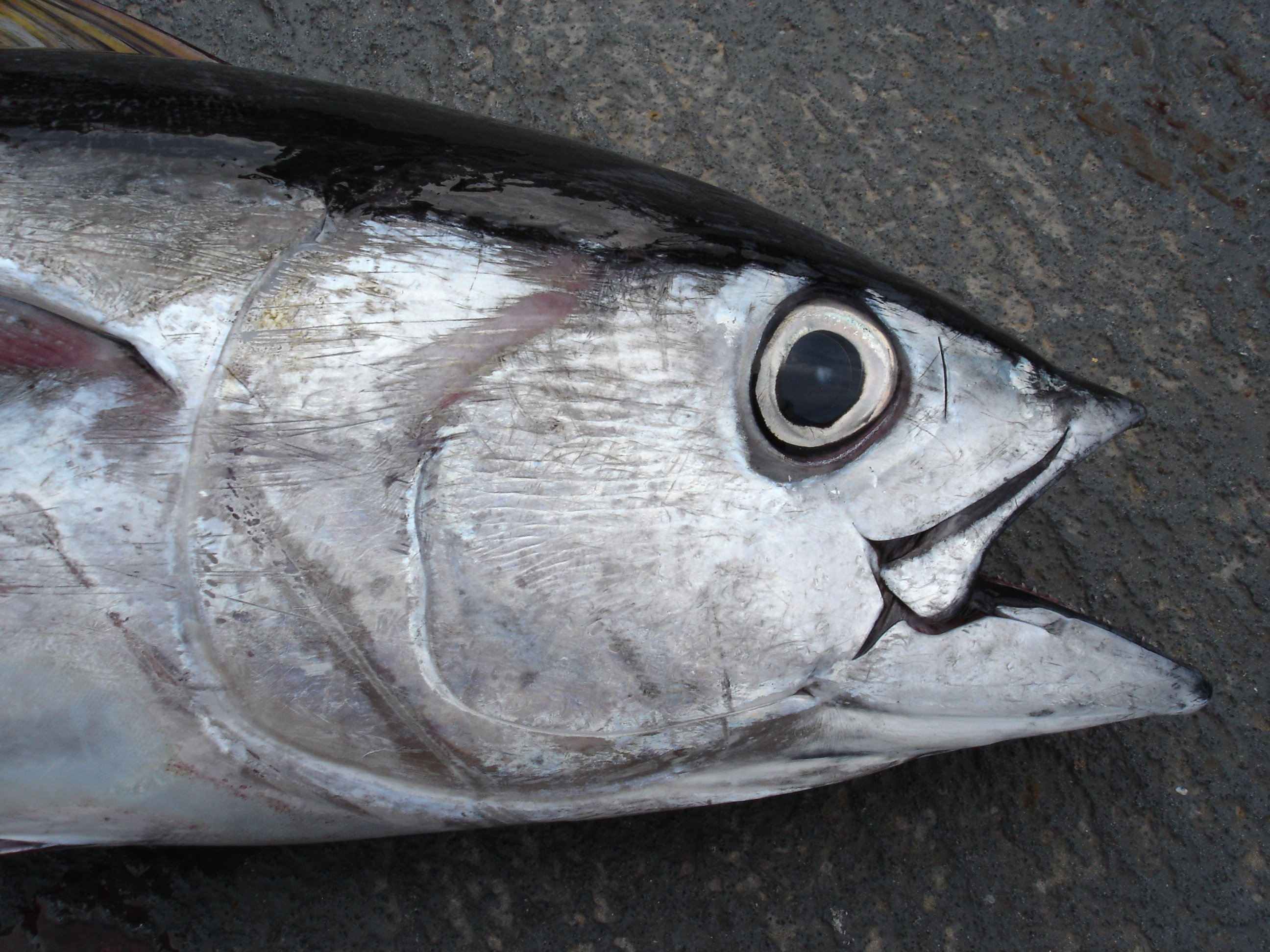
Particolare della testa

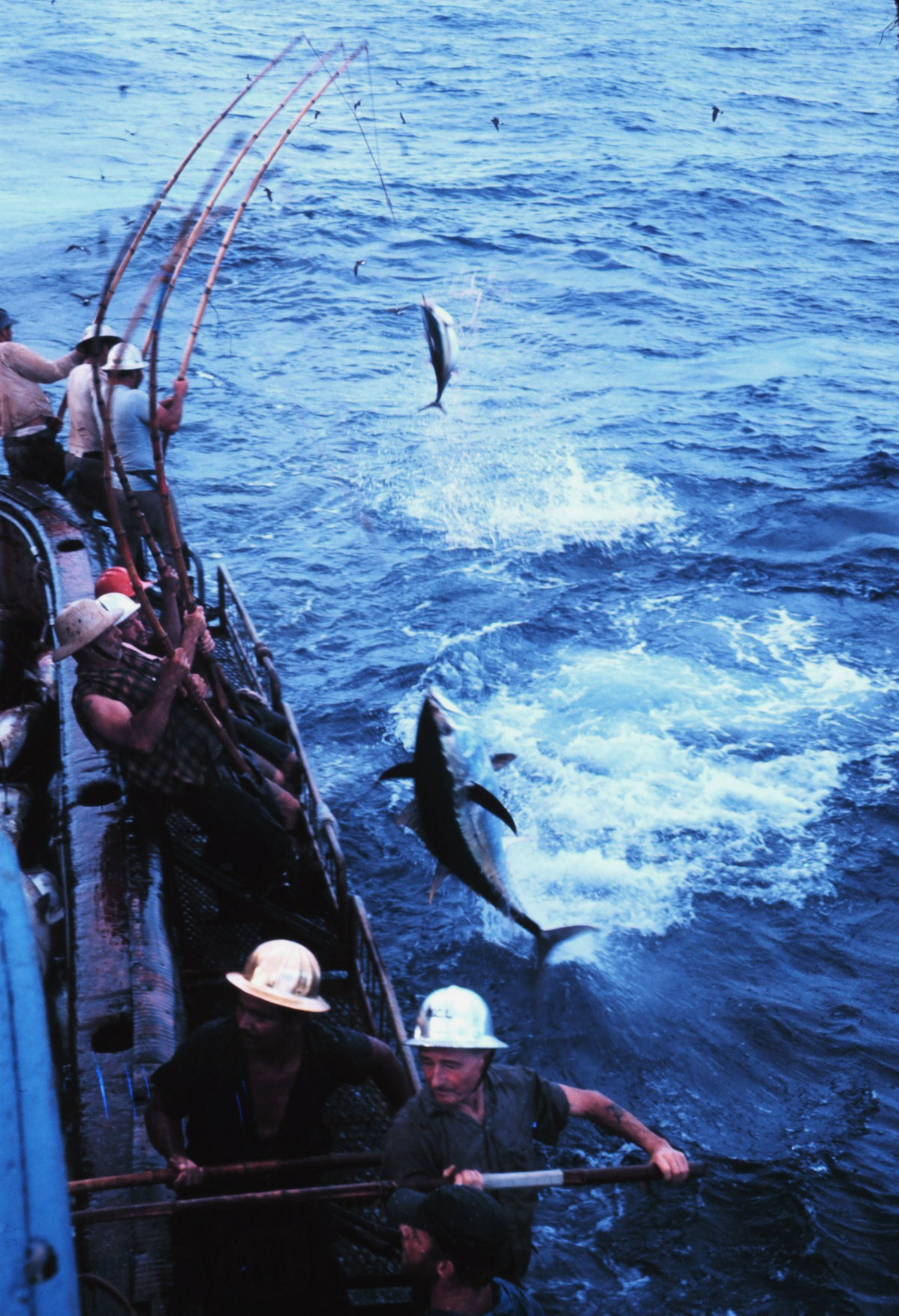
Pesca del tonno obeso

Il tonno obeso (Thunnus obesus Lowe, 1839) è un pesce osseo marino della famiglia Scombridae.

## Descrizione
Il tonno obeso è abbastanza simile al tonno rosso da cui si distingue soprattutto per l'occhio più grande e la sagoma più a barilotto (da cui il nome) dato che l'altezza massima del corpo è raggiunta al centro della prima pinna dorsale. La colorazione è blu scuro sul dorso mentre sui lati e sul ventre è biancastra. Lungo i fianchi corre una banda bluastra iridescente visibile solo negli esemplari viventi. La prima pinna dorsale è di color giallo acceso, la seconda, così come la pinna anale, è giallo pallido, le pinnule sono giallo vivo bordate di nero. Raggiunge 250 cm di lunghezza, la taglia media è di circa 180 cm. Il peso massimo noto è di 210 kg.

## Distribuzione e habitat
È una specie cosmopolita e migratrice, è diffuso nelle parti tropicali e subtropicali dell'Oceano Atlantico, dell'Oceano Pacifico e dell'Oceano Indiano. Risulta completamente assente nel Mar Mediterraneo. Pelagico, frequenta profondità tra 0 e 250 metri, gli adulti più in profondità dei giovani.

## Biologia
Può vivere fino a 11 anni. La specie è altamente migratoria, gli spostamenti sono dovuti soprattutto alle condizioni climatiche stagionali. La temperatura dell'acqua che può sopportare va da 13 a 29 °C ma preferibilmente tra 17 e 22 °C. Gregario in tutti gli stadi vitali tranne l'adulto, forma banchi sia monospecifici che associati ad altri tonni, talvolta in prossimità di oggetti galleggianti.

### Alimentazione
Caccia sia di giorno che di notte. Le sue prede sono pesci, cefalopodi e crostacei.

### Riproduzione
La deposizione delle uova avviene con la luna piena. Depone una parte delle uova ogni pochi giorni, per un periodo di mesi (o tutto l'anno nei mari tropicali). Uova e larve sono pelagiche.

## Pesca
Questa specie ha grande importanza commerciale e viene pescato con varie tecniche in tutto l'areale. Viene catturato anche dai pescatori sportivi. In Giappone è molto apprezzato per la preparazione del sashimi.

## Conservazione
Le popolazioni sono in decrescita, quelle dell'Oceano Pacifico (soprattutto lungo le coste asiatiche) sono le più colpite dalla sovrapesca, principale minaccia per questa specie. Il numero di individui è calato del 40% in 15 anni. Per questo motivo la IUCN considera questa specie come vulnerabile. Lungo le coste pacifiche delle Americhe sono stati presi provvedimenti per la tutela degli stock  in Ecuador, Colombia, Perù e Stati Uniti.